# نيك هيغز
نيك هيغز (بالإنجليزية: Nick Higgs)‏ هو لاعب كرة قدم بريطاني، ولد في القرن 20.